# دبليو. كينت فوكس
دبليو. كينت فوكس (بالإنجليزية: W. Kent Fuchs)‏ هو مهندس وعالم حاسوب أمريكي، ولد في 1954 في أوكلاهوما في الولايات المتحدة.